# Notandaspis hymenantherae
Notandaspis hymenantherae är en insektsart som först beskrevs av Green 1905.  Notandaspis hymenantherae ingår i släktet Notandaspis och familjen pansarsköldlöss. Inga underarter finns listade i Catalogue of Life.